# Lorenzo Tornabuoni

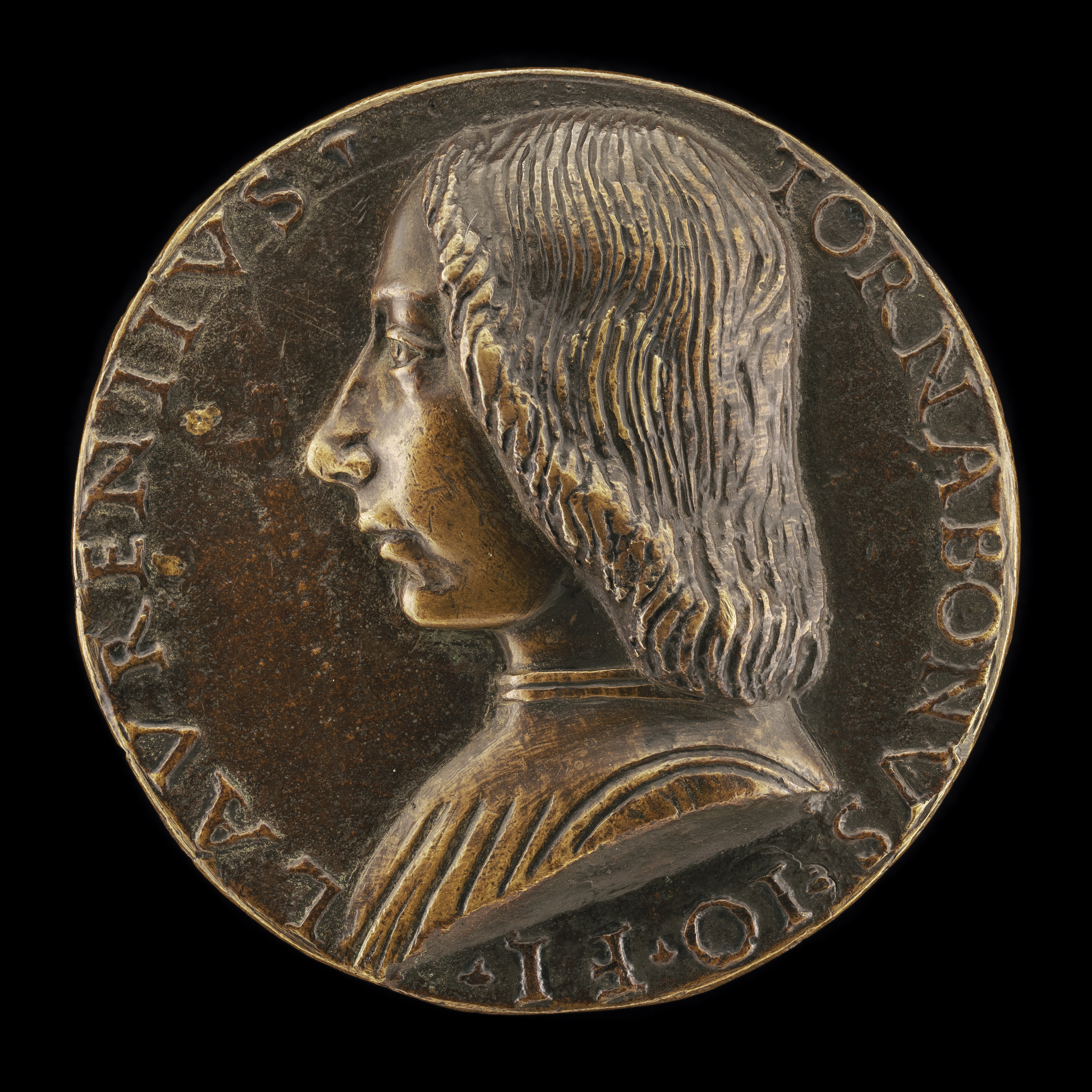
Medaglia di Lorenzo Tornabuoni.

Stemma dei Tornabuoni

Lorenzo Tornabuoni (Firenze, 10 agosto 1468 – Firenze, 21 agosto 1497) è stato un nobile italiano.

## Biografia
Era figlio di Giovanni Tornabuoni, ricco banchiere e di Francesca di Luca Pitti. Venne arrestato nell'agosto 1497 con l'accusa di aver favorito una cospirazione atta a ripristinare l'egemonia di Piero il Fatuo, esiliato dal 1494, su Firenze. Il 21 agosto venne condannato a morte col parere favorevole del gonfaloniere Francesco Valori, a sua volta linciato l'anno seguente dai Tornabuoni. La sentenza venne eseguita nel palazzo del Bargello e Lorenzo venne decapitato assieme a Niccolò Ridolfi, Giannozzo Pucci, Giovanni Cambi e Bernardi del Nero.

## Discendenza
Lorenzo sposò il 15 giugno 1486 Giovanna degli Albizi dalla quale ebbe due figli:
- Giovanni (11 ottobre 1487-?), politico, ambasciatore a Roma nel 1523; sposò nel 1507 Caterina di Alamanno Salviati e non ebbe figli
- n.n. (nato morto il 7 ottobre 1488).

Dopo la morte prematura di Giovanna, si risposò nel giugno 1491 con Ginevra di Bongianni Gianfigliazzi (4 aprile 1473-dopo il 1542), dalla quale ebbe tre figli:
- Leonardo (1492-1540), Vescovo di Sansepolcro nel 1522, Vescovo di Ajaccio nel 1539
- Francesca (1494-?)
- Giovanna (1496-?), sposò nel 1512 Alessandro di Niccolò Antinori (1481-1557)